# Bai qie ji
Il bai qie ji (白切雞T, 白切鸡S, báiqiējīP, lett. "pollo sbollentato") è un tipo di siu mei. A differenza della maggior parte delle altre pietanze a base di carne della categoria siu mei, questo particolare piatto non è arrostito, ma bollito. Il piatto è comune nelle culture della Cina meridionale, tra cui quelle del Guangdong, del Fujian e di Hong Kong. Alle Hawaii, questo piatto popolare è conosciuto come pollo freddo allo zenzero.

## Preparazione
Il pollo viene marinato sotto sale e cotto interamente in acqua calda o brodo di pollo con zenzero. In altre varianti si condisce il liquido di cottura con ingredienti aggiuntivi, quali la parte bianca del cipollotto, i gambi del coriandolo o l'anice stellato. Quando l'acqua inizia a bollire, si spegne il fuoco e si lascia cuocere il pollo nel calore residuo per circa 30 minuti. La pelle del pollo rimarrà di colore quasi bianco e la carne sarà piuttosto tenera e succosa. Il piatto può essere servito "al sangue", in cui la carne è ben cotta ma dalle ossa fuoriesce sangue rosato rosso scuro. Questa è una versione più tradizionale del bai qie ji che viene servita raramente nei ristoranti cinesi. Il pollo viene solitamente raffreddato prima di essere tagliato a pezzi.
Il pollo viene servito a pezzi, con la pelle e l'osso, a volte guarnito con coriandolo, porri o una fetta di zenzero. Di solito è accompagnato da un condimento chiamato geung yung (薑蓉T, jīang róngP, lett. "pasta di zenzero"), preparato combinando zenzero tritato finemente, aglio tritato finemente, cipolla verde, sale e olio caldo. Alle Hawaii, questa salsa è popolare in altri piatti come poke e noodles. Ulteriori condimenti possono essere senape piccante, salsa hoisin, salsa di soia, salsa di ostriche o salsa di peperoncino.